# Umbosero
Der Umbosero (russisch Умбозеро) ist ein See auf der Halbinsel Kola in der Oblast Murmansk in Russland. 
Er ist nach seinem Abfluss, der Umba, benannt. 
Der See liegt zwischen dem Chibinen-Massiv im Westen und der Lowosero-Tundra im Osten. Die Fläche des Sees schwankt zwischen 313 und 422 km², sein Wasserspiegel schwankt um 1,2 m im Jahr. Dabei ist im Mai der niedrigste und im Juli der höchste Wasserstand. Seine durchschnittliche Wassertiefe beträgt 15 m, die maximale Tiefe 115 m. Der See gefriert Ende Oktober. 